# Бабаева, Эмма Аркадьевна
Эмма Аркадьевна Бабаева (22 апреля 1920, Андижан — 20 августа 2014, Киев) — советская и украинская музейная работница, искусствовед. Заслуженный работник культуры Украины (1998).

## Биография
Выпускница факультета музееведения Коммунистического политико-просветительного института им. Н. К. Крупской 1932 года. Проходила практику в Русском музее в Ленинграде, в Третьяковской галерее.
В 1942—1943 работала в эвакогоспитале в блокадном Ленинграде.
В 1943—1948 — на комсомольской работе в Ташкенте, c 1950 по 1952 год — на партийной работе в Киеве.
Один из наистарейших музейных сотрудников Украины. Более 50-ти лет её жизнь была тесно связана с Киевским национальным музеем русского искусства.
В 1953—1969 — главный хранитель фондов, в 1969—1991 — заместитель директора по научной работе, в 1991—2001 — заведующая отделом, с 2001 года — ведущий хранитель фондов Киевского национального музея русского искусства.
Автор и соавтор многих публикаций в сфере изобразительного искусства, в частности, «Пейзажная живопись передвижников» (1972), «Наши коллекционеры» (2000), многих каталогов и статей.
Внесла существенный вклад в пополнение, исследование, изучение и популяризацию собрания Русского музея в Киеве.

## Награды
- Орден «За мужество» (2003)